# Die ersten Athleten – Die Geburt von Olympia
Die ersten Athleten – Die Geburt von Olympia (Originaltitel: First Olympians) ist eine von der BBC produzierte Dokumentation aus dem Jahr 2004, die sich mit den Olympischen Spielen der Antike beschäftigt, die Regie führte Nick Copus.
Die Dokumentation wurde als Teil der Dokumentationsreihe Horizon erstausgestrahlt, die Aufnahmen der nachgestellten Szenen wurden in Marokko gedreht.

## Inhalt
Ausgangspunkt der Dokumentation ist ein 1957 bei Ausgrabungen in Tarent gefundenes Grab, das aufgrund der Beigaben als das Grab eines Olympioniken identifiziert werden konnte und auf etwa 500 v. Chr. datiert wird. Kurze Berichte von Archäologen und Paläontologen, die an der Untersuchung der Artefakte und Knochen beteiligt waren, wechseln sich mit nachgestellten Szenen aus dem antiken Sport ab.
Die Knochenfunde erlaubten Rückschlüsse zu den Ernährungsgewohnheiten des Athleten, die vorwiegend aus Fleisch und Meeresfrüchten bestand, sowie auf dessen Körperbau. Die als Grabbeigaben gefundenen Preisamphoren sowie spezifische Abnutzungserscheinungen der Knochen weisen ihn als Pentathleten aus. Es folgt ein auf Berechnungen basierender Vergleich mit modernen Athleten, in dem der antike Athlet überraschend gut abschneidet. Es folgen Darstellungen verschiedener Disziplinen der antiken Olympischen Spiele. Die Dokumentation endet mit dem Befund, dass der Athlet von Tarent an Arthritis litt und im Alter von etwa dreißig Jahren starb.